# Gouttes anodines anglaises
Les gouttes anodines anglaises sont une ancienne préparation magistrale médicamenteuse utilisée au XIXe siècle. À ne pas confondre avec les gouttes céphaliques anglaises. Pour les auteurs modernes il s'agit en fait d'une des nombreuses façons anciennes et assez peu différentes les unes des autres d'accommoder l'opium dans la prise en charge de la douleur.

## Composition
Selon Littré et Gilbert, la préparation comporte 30 g de racines de sassafras, 30 g de racines d'asarum, 4 g de carbonate d'ammoniaque, 15 g de bois d'aloès et 12 g d'opium, qu'on fait digérer dans 500 g d'alcool.
Selon Dorvault, la préparation est un alcoolé d'opium et d'asarum qui comporte 30 g de racines de sassafras, 30 g de racines d'asarum, 4 g de carbonate d'ammoniaque, 15 g de bois d'aloès, 12 g d'opium, et 500 g d'alcool à 85 degrés qu'il faut filtrer après vingt jours de digestion. La posologie indiquée par cet auteur est de 3 à 20 décigrammes dans l'épilepsie et l'hystérie.